# Guerrilha de Ñancahuazú

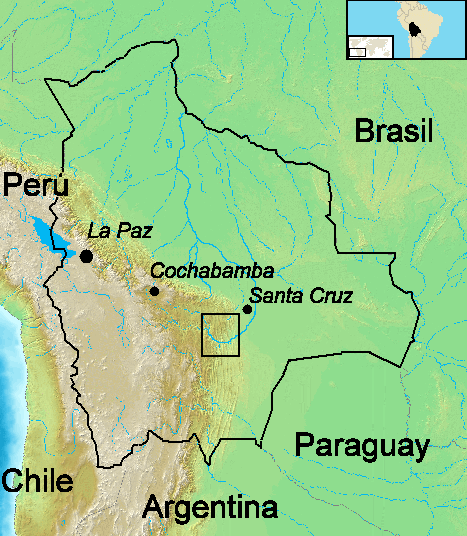
Mapa da Bolivia. O quadrado assinala a zona de atuação da guerrilla de Che Guevara entre 1966-1967.

A Guerrilha de Ñancahuazú (em espanhol Guerrilla de Ñancahuazú; também Ejército de Liberación Nacional de Bolívia - ELN) é o nome frequentemente dado para se referir ao grupo guerrilheiro formado principalmente de bolivianos e guerrilheiros cubanos liderados por Ernesto Che Guevara na Bolívia entre 1966 e 1967. A guerrilha tinha a intenção de funcionar como um foco, um ponto de resistência armada para ser usada como ponto de partida para derrubar o governo boliviano e iniciar uma revolução marxista. A guerrilha derrotou várias patrulhas bolivianas antes de ter sido aniquilada e Che Guevara executado. Apenas cinco guerrilheiros conseguiram sobreviver e fugir para o Chile. O grupo estabeleceu seu acampamento base em uma fazenda cortada pelo Rio Ñancahuazú, afluente sazonal do Rio Grande, 250 quilômetros ao sul da cidade de Santa Cruz.